# The Gay Lord Ducie
The Gay Lord Ducie è un cortometraggio muto del 1911 diretto da Lewin Fitzhamon.

## Trama
Lord Ducie corteggia le ragazze che, per toglierselo dai piedi, lo ficcano in uno stagno.

## Produzione
Il film fu prodotto dalla Hepworth.

## Distribuzione
Distribuito dalla Hepworth, il film - un cortometraggio di 137 metri - uscì nelle sale cinematografiche britanniche nell'ottobre 1911.
Si conoscono pochi dati del film che, prodotto dalla Hepworth, fu distrutto nel 1924 dallo stesso produttore, Cecil M. Hepworth. Fallito, in gravissime difficoltà finanziarie, il produttore pensò in questo modo di poter almeno recuperare il nitrato d'argento della pellicola.